# Stelis gustavii
Stelis gustavii är en orkidéart som beskrevs av O.Duque. Stelis gustavii ingår i släktet Stelis och familjen orkidéer. Inga underarter finns listade i Catalogue of Life.